# Aire protégée en Espagne
Les aires protégées en Espagne constituent les espaces naturels possédant une réglementation particulière visant à protéger le patrimoine naturel et la biodiversité du pays.
L'Espagne du fait de sa position géographique au carrefour de 4 régions biogéographiquess : Méditerranéenne, atlantique, alpine (pour les Pyrénées) et macaronésienne (Îles Canaries), et de son appartenance au point chaud de biodiversité méditerranéen est l'un des pays de l'Union européenne les plus riches en biodiversité et a une responsabilité particulière pour sa conservation.
L'Espagne a été un pays pionnier dans la protection des espaces naturels, en Europe, en créant dès 1918, les deux premiers parcs nationaux du pays.
La loi espagnole 42/2007 du 13 décembre 2007 « du patrimoine naturel et de la biodiversité » créé cinq catégories d'aires protégées, au niveau national. Le réseau d'aires protégées au niveau national est complété par les aires protégées par chaque communautés autonomes d'Espagne, auxquelles il faut ajouter les zones Natura 2000 et espaces protégés au titre de plusieurs conventions internationales. Ainsi il existe une quarantaine de dénominations différentes au travers du pays.

## Histoire

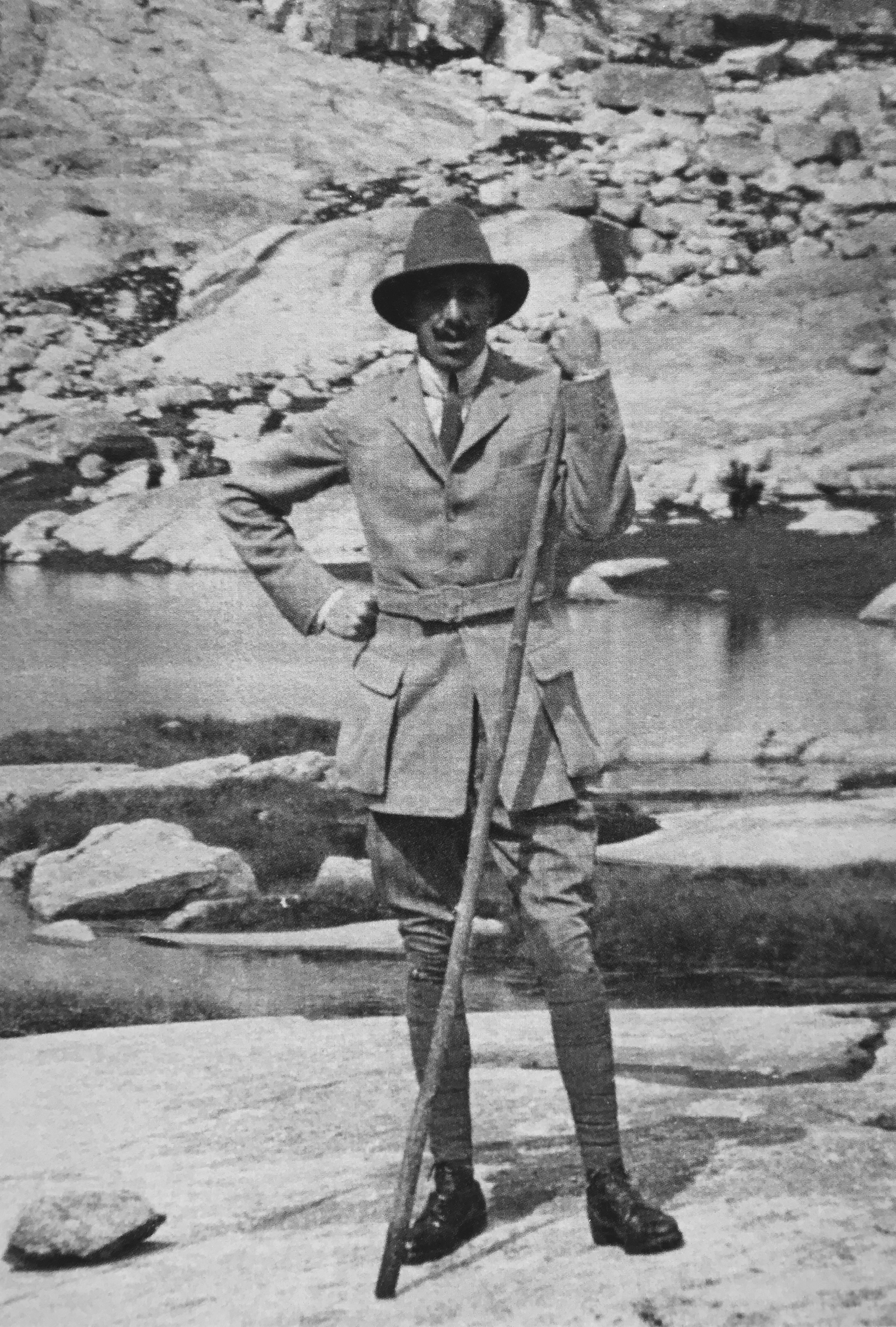
Alfonso XIII en 1918, dans le parc national de Montaña de Covadonga tout juste créé.

### Les premières lois de protections de la nature
La première loi à parler de protection des espaces naturels en Espagne est la loi du 7 décembre  1916 qui créé le statut de « Parc national », cette loi est cependant peu précise et ne contient que 3 articles. Elle est précisée en 1917 par un décret royal qui établit les critères de sélection des espaces naturels pour avoir droit au classement. Ce décret créé également un nouveau type d'aires protégées : le « site national ».
Les deux premiers parcs nationaux espagnols ont été créés en 1918, sur la base de ces lois : Le parc national de la Montaña de Covadonga (actuellement Picos de Europa), le 22 juillet 1918 et le parc national d'Ordesa et du Mont-Perdu le 16 août 1918.
En 1927, le statut de site national est remplacé par celui de « monument naturel d'intérêt national »  et de « site naturel d'intérêt national ».
Entre 1927 et 1936, 14 sites naturels d'intérêt national et un unique monument naturel d'intérêt national sont classés.

### Guerre civile et période franquiste (1936-1974)
La protection de la nature n'était pas une préoccupation pendant les années de guerre civile et les premiers temps du franquisme et la création d'aires protégée n'a pas avancée.
en 1954 et 1955, trois nouveaux parcs nationaux sont créés : le parc national du Teide le 22 janvier 1954, le parc national de la Caldeira de Taburiente le 6 juin 1954, puis le parc national d'Aigüestortes et lac Saint-Maurice le 21 octobre 1955.
La création de ces parcs se base sur la loi de 1916 et des critères de beauté des paysages. L'objectif de représentativité des différents écosystèmes espagnol semble oublié, dans la mesure où deux des parcs sont créés dans des environnements similaires. De plus, si aucune mention du tourisme n'est explicite dans la déclaration de ces parcs, elles sont suivies par une politique d"amélioration des accès et dans les années 1960 commence l'essor du tourisme international dans les îles Canaries. Le tourisme intérieur n'est alors pas une préoccupation pour le régime.
En 1957, la loi sur les parcs nationaux est intégrée à la nouvelle loi sur la montagne, de façon réduite, puis c'est au tour des sites et monuments d'être intégrés à la loi sur la montagne, en 1962. Les critères culturels et historiques n'apparaissent pas dans ces lois.

### Évolutions depuis la fin de l'aire franquiste (1974 à nos jours)
En 2005, 9,1 % de l'Espagne est couvert par une aire protégée (dont 36 % se trouve en Andalousie).
En 2008, 1 587 aires protégées différentes couvraient 6 millions d'hectares mais seulement 3 % de l'espace maritime espagnol bénéficiait d'une protection.

## Catégories d'aires protégées définies au niveau national

### Parcs naturels et régionaux
L'Espagne dispose de parcs naturels et régionaux.  
Un parc naturel est un espace naturel peu modifié par des activités humaines qui, par son écosystème, faune, flore ou formations géomorphologiques représentatives, possède une valeur écologique, esthétique, éducative ou scientifique méritant une attention particulière.  
Les parcs régionaux sont uniquement présents dans les communautés autonomes de Castille-et-León, Madrid ainsi qu'en Murcie. 

#### Parcs nationaux
Les parcs nationaux espagnols, inclus dans la catégorie des parcs naturels, dépendent cependant d'une législation qui leur est spécifique, la loi 30/2014 du 3 décembre 2014.
En avril 2022, l'Espagne compte 16 parcs nationaux qui protègent une surface totale de 4 858,10 Km2, dont 3 883,85 Km2 terrestres et 974,25 Km2 marins. Le dernier parc national classé est celui de la Sierra de las Nieves en 2021.

### Réserves naturelles
Les réserves naturelles sont des espaces naturels dont la création vise à protéger des écosystèmes, des communautés ou éléments biologiques qui, parce qu'ils sont rares, fragiles, uniques ou importants, et méritent une attention particulière.

### Aires marines protégées
Les aires marines protégées peuvent être désignées sous cette appellation ou sous n'importe quelle dénomination datant d'avant la loi de 2007.

### Monuments naturels
Les monuments naturels sont des espaces ou éléments naturels consistant en une formation (biologique ou géologique) méritant une attention particulière par leur rareté ou leur beauté.

### Paysage protégé
Un paysage protégé est un site naturel spécifique méritant une attention particulière pour ses valeurs esthétiques ou culturelles.

## Politique des communautés autonomes

### Gestion des Parcs nationaux
La loi de 1989 confie la gestion des parcs nationaux exclusivement à l'État. Cependant, deux décisions de justice vont d'abord partager cette compétence entre État et communautés autonomes, en 1995 (décision mise en œuvre dans la loi en 1997), puis transfert intégralement la compétence de gestion des parcs nationaux aux communautés autonomes en 2004 (décision mise en œuvre dans la loi de 2007). La création des parcs nationaux reste compétence de l'État central.

## Réseau Natura 2000
L'Espagne compte 117 habitats d'intérêt communautaire, soit 57 % du total, elle héberge 32 % des espèces d'intérêts communautaires de la directive habitats et 56 % des espèces de la directive oiseaux y ont été recensées.
En avril 2022, le pays comptait 1857 sites Natura 2000, soit 1468 sites d'intérêt communautaire (directive habitats) et 658 zones de protection spéciale (directive oiseaux), 252 de ces sites bénéficient d'un classement au titre des deux directives.
Avec ses 138 000 Km2 (27 % du territoire terrestre national) l'Espagne est le pays de l'UE qui contribue le plus au réseau Natura 2000 quant à la surface, le réseau espagnol compte ainsi pour 18 % de la surface terrestre du réseau. L'Espagne apporte également 84 321 Km2 de superficie maritime au réseau, soit 7,9 % des eaux sous souveraineté nationale.

## Zones protégées par des conventions internationales

### Zones du Patrimoine mondial de l'humanité
En 2019, l'Espagne compte 4 sites naturels et 2 sites mixtes inscrits au patrimoine mondial.

### Réserves de biosphère
En 2022, l'Espagne compte 53 réserves de biosphère reconnues au titre du programme sur l'homme et la biosphère de l'UNESCO, elles couvrent plus de 12 % de la surface terrestre du pays. Trois de ces réserves de biosphères sont transfrontières avec le Portugal et une avec le Maroc.

### Sites Ramsar

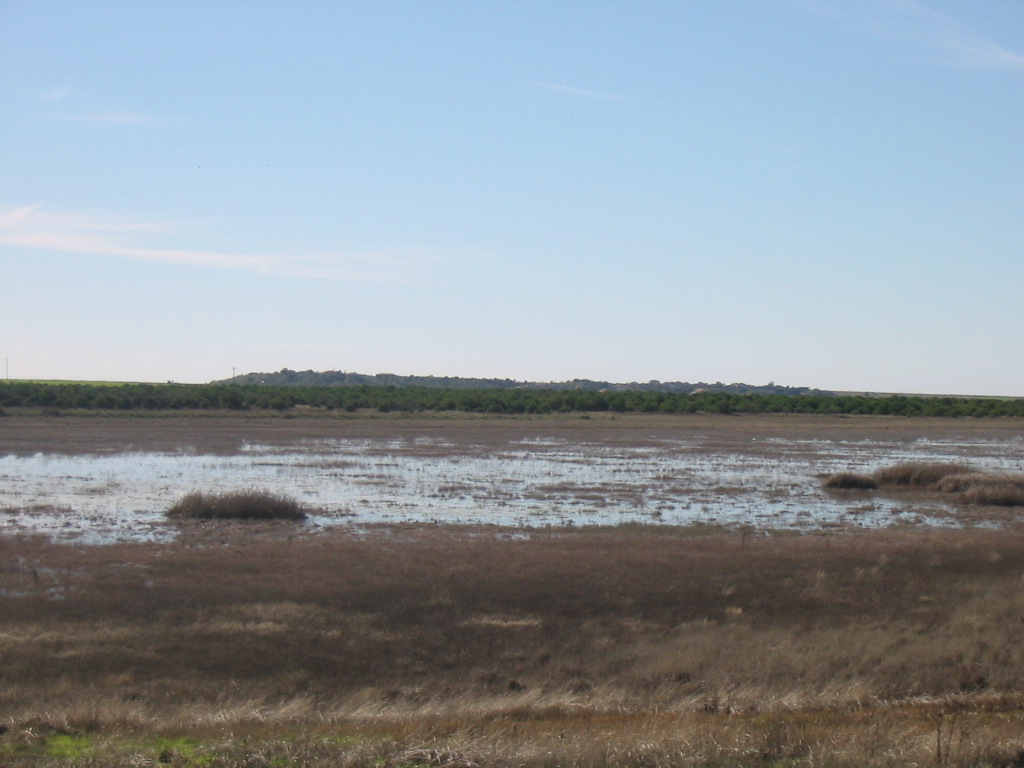
Lagune de Puebla de Beleña (Guadalajara Espagne). Site Ramsar.

La convention de Ramsar est entrée en vigueur en Espagne le 4 septembre 1982.
En décembre 2021, le pays compte 76 sites Ramsar, couvrant une superficie de 31,308 9 Km2.

### Conventions de protection du milieu marin
La convention OSPAR recense 13 sites dans les eaux espagnoles et la convention de Barcelone 10 aires spécialement protégées d'importance méditerranéenne.

## Évaluation du dispositif

### Protection contre l'urbanisation
Selon une analyse publiée en 2018, les aires protégées espagnoles sont efficaces pour protéger des territoires contre la progression de l'urbanisation. Le classement comme réserve naturelle permet de stopper l'urbanisation, et contrairement aux idées reçues les autres désignations permettent de ralentir l'urbanisation, même sans gestion particulière. L'urbanisme n'étant pas une compétence des gestionnaires d'aires protégées, leur gestion effective ne les rend pas plus efficaces que s'il y a une désignation sans gestion.